# Kogelbaum

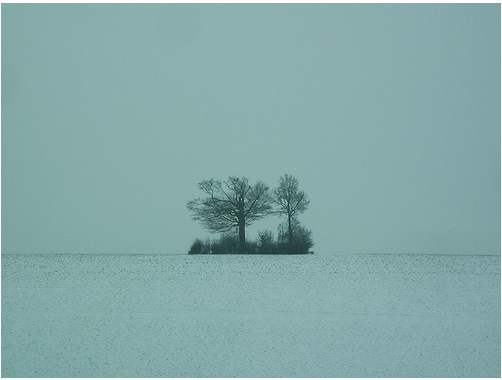
Der Kogelbaum im Winter: links die Rotbuche, rechts die Zerreiche

Der Kogelbaum befindet sich in der niederösterreichischen Katastralgemeinde Senning (Gemeinde Kirchstetten).
Es handelt sich dabei im eigentlichen Sinne um zwei Bäume: eine etwa 250–300 Jahre alte Rotbuche und eine etwa 100 Jahre alte Zerreiche – die Überreste eines um 1900 gerodeten Waldstücks des Haspelwalds. Sie befinden sich auf dem Grat eines etwa 330 m ü. A. gelegenen Bergrückens, bekannt als Kogel, der als Namensgeber dient.
1997 wurde der Kogelbaum zum niederösterreichischen Naturdenkmal ernannt.

## Brauchtum
Das Umfeld des Kogelbaums dient von jeher als Ort für das zweimal im Jahr stattfindende Sonnwendfeuer, wird aber auch für Hochzeiten gerne benutzt. Das Gelände um die Bäume ist eingezäunt und als kleine Parkanlage ausgestaltet.